# Arrowhead Farms
Arrowhead Farms es un área no incorporada ubicada en el condado de San Bernardino en el estado estadounidense de California.

## Geografía
Arrowhead Farms se encuentra ubicada en las coordenadas 34°10′19″N 117°18′10″O / 34.17194, -117.30278.